# 手の厥陰心包経
手の厥陰心包経（てのけついんしんぽうけい、中国語: 手厥陰心包經 shǒu jueyīn xinbaojīng、英語: The Pericardium Meridian of Hand-Jueyin' もしくはShoujueyin Xinbaojingxue）とは、心包経に属する手を流れる陰経の経絡である。心包と三焦は共に中国の五行（木、火、土、金、水）でいうと火（相火）に属するため密接な関係を持つ。流注によると心包はもとより、胸のまわりを取り囲んでいるため胸の病にこの心包経の経穴を使うこともある。心包経の募穴は膻中穴（任脈）。
国際表記はPCまたはPと表記する。

## 流注（経絡の流れの道筋）
胸中で足少陰腎経の脈気を受けて起こり、心包に属し、横隔膜を下って上脘穴、中脘穴、陰交穴の部で三焦を歴絡する。その支なるものは、胸を循って腋下に出て、上腕内側の肺経と心経の間を行き、肘関節（曲沢穴）に入る。前腕内側の中央を行き掌中（労宮穴）に入り、中指の端（中衝穴）に出る。その支なるものは、掌中より別れて薬指の端（関衝穴）に出て手の少陽三焦経に連なる。

## 手の厥陰心包経に所属する経穴の一覧
以下に出てくる寸、分などの尺は骨度法、同身寸法参照。

### PC1.天池（てんち）
取穴部位：乳中穴の外1寸で第4肋間
筋肉：大胸筋、小胸筋、外肋間筋、内肋間筋
運動神経：外側胸筋神経、内側胸筋神経、肋間神経
知覚神経：肋間神経外側皮枝
血管：胸肩峰動脈胸筋枝、外側胸動脈、肋間動脈

### PC2.天泉（てんせん）
取穴部位：腋下横紋の前端から、曲沢穴に向かい下2寸
筋肉：上腕二頭筋、烏口腕筋
運動神経：筋皮神経
知覚神経：内側上腕皮神経
血管：上腕動脈

### PC3.曲沢（きょくたく）
兵法：内肘詰（うちひじづめ）
取穴部位：肘窩横紋上で、上腕二頭筋腱の尺側
要穴：合水穴
筋肉：上腕二頭筋腱
運動神経：筋皮神経
知覚神経：内側上腕皮神経、内側前腕皮神経
血管：上腕動脈

### PC4.郄門（げきもん）
取穴部位：大陵穴から曲沢穴に向かい上5寸
要穴：郄穴
筋肉：橈側手根屈筋、浅指屈筋
運動神経：正中神経
知覚神経：内側前腕皮神経、外側前腕皮神経
血管：前骨間動脈

### PC5.間使（かんし）
取穴部位：大陵穴から曲沢穴に向かい上3寸、橈側手根屈筋と長掌筋の間
要穴：経金穴
筋肉：橈側手根屈筋、長掌筋
運動神経：正中神経
知覚神経：内側前腕皮神経、外側前腕皮神経
血管：前骨間動脈

### PC6.内関（ないかん）
取穴部位：大陵穴から曲沢穴に向かい上2寸、橈側手根屈筋と長掌筋腱の間
要穴：絡穴
筋肉：橈側手根屈筋腱、長掌筋腱
運動神経：正中神経
知覚神経：内側前腕皮神経、正中神経掌枝
血管：前骨間動脈

### PC7.大陵（だいりょう）
取穴部位：手関節前面横紋の中央、橈側手根屈筋腱と長掌筋腱の間
要穴：兪土穴、原穴
筋肉：屈筋支帯、橈側手根屈筋腱、長掌筋腱
運動神経：正中神経
知覚神経：正中神経浅枝
血管：掌側手根動脈網

### PC8.労宮（ろうきゅう）
取穴部位：手掌部にあり、第3指と第4指を屈しその指尖の当たるところの中間、手掌で第3・第4中手骨間
要穴：滎火穴
筋肉：浅指屈筋腱、虫様筋
運動神経：正中神経、尺骨神経
知覚神経：正中神経浅枝
血管：総掌側指動脈

### PC9.中衝（ちゅうしょう）
取穴部位：中指橈側爪甲根部、爪甲の角を去ること1分、中指の中央
要穴：井木穴
知覚神経：正中神経浅枝
血管：第2背側中手動脈の枝

## 音声用心包経経穴名一覧
テンチ　　テンセン　　キョクタク　　ゲキモン　　カンシ　　ナイカン　　ダイリョー　　ローキュー　　チューショー

## 手厥陰心包経病
主に手掌の熱感、臂・肘部の痙攣、腋下の腫れ、面赤、心煩、心痛などが起こるとされている。